# David Gray (Dichter)
David Gray (* 29. Januar 1838 in Kirkintilloch; † 3. Dezember 1861 Merkland) war ein schottischer Dichter.

## Leben und Werk
Er wurde in Duntiblae-on-Banks of Luggie das zu Kirkintilloch, einer Kleinstadt in East Dunbartonshire in der Nähe von Glasgow, gehört, als ältestes von acht Kindern geboren. Seine Eltern waren der Weber David Gray und seine Frau Ann, geborene Cloggie. Noch während seiner Kindheit zog die Familie in den nahe gelegenen Weiler Merkland.
Gray besuchte die Schule in Kirkintilloch und konnte sich durch seine Arbeit als Tutor und Aushilfslehrer den Besuch der Universität in Glasgow ermöglichen. Dort wandte er sich der Poesie zu, obwohl seine Eltern es lieber gesehen hätten, wenn er den Beruf des Geistlichen angestrebt hätte. In Glasgow begann er, Gedichte für den Glasgow Citizen zu schreiben. Aus dieser Zeit stammt sein Hauptwerk mit dem Titel The Luggie, ein idyllisches Gedicht, das von dem Flüsschen handelt, an dem Gray aufgewachsen war.
Sein engster Vertrauter in dieser Zeit war der zehn Jahre ältere Dichter Robert Buchanan. Die beiden beschlossen nach London zu gehen, um dort vom Schreiben zu leben. Diesen Vorsatz verwirklichten sie im Mai 1860, obwohl Grays Briefpartner, der Dichter Richard Monckton Milnes (der spätere Lord Houghton), ihm dringend davon abgeraten hatte.
Nach ihrer Ankunft in London versuchte Houghton weiter, Gray zur Rückkehr nach Schottland, wo er wenigstens durch seine Lehrertätigkeit ein Auskommen gehabt hatte, zu bewegen, doch Gray zog London vor. Houghtons Versuch, das Gedicht über den Luggie im Cornhill Magazine scheiterte und er konnte Gray lediglich kleine Aufträge besorgen. Die Lebensumstände von Gray und Buchanan in dieser Zeit waren erbärmlich. Sie hausten in Blackfriars in einer Dachkammer, worunter Grays angeschlagene Gesundheit erheblich litt, da er sich mittlerweile mit Tuberkulose infiziert hatte.
Gray reiste im Verlauf des Jahres 1860 nach Schottland zurück, wo er nicht jedoch lange blieb, sondern aus gesundheitlichen Gründen nach Süden ging. Houghton ermöglichte ihm einen Aufenthalt in Torquay, doch Grays Gesundheit war irreparabel geschädigt, und Heimweh plagte ihn. Im Januar 1861 kehrte er endgültig nach Schottland zurück. Hier schrieb er in seinem letzten Lebensjahr einige Sonette, die er unter dem Titel In the Shadow (dt.: Im Schatten) zusammenfasste. Noch vor Ende des Jahres starb er. Auf seinem Grab auf dem Friedhof in Kirkintilloch errichteten seine Freunde 1865 einen Grabstein.
Seine Werke wurden mehrfach posthum veröffentlicht.
Grays Briefwechsel mit Houghton wird heute im Trinity College in Cambridge aufbewahrt.

## Werke
- Richard Monckton Milnes Houghton, James Hedderwick (eds.): The Luggie And Other Poems By David Gray. With A Memoir By James Hedderwick And A Prefatory Notice By R. M. Milnes, M.P . Macmillan and Co., Cambridge, London 1862.
- Richard Monckton Milnes Houghton, James Hedderwick (eds.): Poems by David Gray. With Momories of his Life. Roberts Brothers, Boston 1865